# Masacre de San Miguel Canoa
La Masacre de San Miguel Canoa ocurrió la noche del 14 de septiembre de 1968 en el pueblo de San Miguel Canoa, junta auxiliar del municipio de Puebla, Puebla, México; ubicado en las faldas del volcán la Malinche, en donde fueron linchados cinco trabajadores de la Benemérita Universidad Autónoma de Puebla que iban de excursión a la Malinche y que, al ser sorprendidos por la noche y la lluvia, tuvieron que quedarse a dormir en el pueblo, en la casa de un habitante que tenía problemas con sus vecinos y con Enrique Meza Pérez
 el sacerdote del lugar. De acuerdo a varias versiones, los habitantes del pueblo, instigados por el sacerdote, acusaron a los jóvenes de ser comunistas y de intentar instalar una bandera rojinegra en la iglesia del lugar en el contexto del Movimiento estudiantil de 1968. Días antes de la llegada de los montañistas, el sacerdote había lanzado un discurso inflamatorio: habló de “comunistas” que con su bandera “roja como el infierno, negra como el pecado” insultaban a Dios y a la patria. Aseguraba que pronto llegarían a San Miguel a despojar a sus habitantes y a prohibir la religión. Los habitantes del pueblo fueron despertados y, armados con machetes, palos y antorchas, se dirigieron a la casa en donde estaban hospedados los jóvenes y asesinaron a dos de los cinco empleados, así como al dueño de la casa y su hermano.
A 57 años de lo ocurrido en San Miguel Canoa, al igual que en esa época, hoy la justicia es la misma porque tanto el sacerdote Enrique Meza Pérez, como los señalados del múltiple homicidio, autores intelectuales y materiales, no recibieron su castigo, acusa Julián González Báez, único sobreviviente del linchamiento.

## Antecedentes
Por mucho tiempo, San Miguel Canoa fue un municipio independiente, hasta que en 1962 fue extinto para pasar a formar parte del municipio de Puebla, a pesar de estar ubicado a 12 kilómetros de la cabecera municipal. Este vacío de poder ocasionó el aislamiento del pueblo y la falta de una autoridad civil, ya que para los habitantes del pueblo, la única autoridad estaba en el sacerdote de la iglesia de San Miguel, quien actuó cobrando impuestos y gestionando ante el gobierno municipal y estatal la pavimentación de la carretera y la instalación de servicios, cobrando todo a través de sus organizaciones religiosas. A aquellos que no tenían para pagar las contribuciones, los obligaba a trabajar en las faenas de la construcción del pueblo. Esto ocasionó la migración de habitantes que no querían vivir bajo la autoridad sacerdotal pero que tampoco podían oponerse a la mayoría.
Debido a que la mayor parte del pueblo hablaba náhuatl, nadie leía periódicos ni veía televisión, y no estaban enterados del movimiento estudiantil de 1968, que ocurría entonces en la Ciudad de México.

## Víctimas y sobrevivientes
Hubo un saldo de 7 víctimas: 4 muertos y 3 heridos, los cuales son:
4 muertos
- Lucas García
- Odilón García
- Ramón Gutiérrez Calvario
- Jesús Carrillo Sánchez

3 sobrevivientes
- Julián González Báez
- Roberto Rojano Aguirre
- Miguel Flores Cruz

## Consecuencias y repercusiones
Después de los hechos, hubo algunas aprehensiones, pero no se resolvió el caso; el sacerdote fue cambiado del pueblo y el pueblo quedó marcado por ese hecho. Después de eso, hubo una adaptación cinematográfica donde los sobrevivientes ayudaron a recrear situación donde el rodaje fue un pueblo cercano al dicho lugar. Algunos habitantes de aquel lugar planeaban en torpedear el rodaje, pero fueron sacados de ese lugar. Más adelante hicieron un libro llamado "Canoa: el crimen impune" de Guillermina Meaney, con el testimonio de Tomasa Arce, viuda de Lucas, y de los sobrevivientes de aquel acto.
Un tiempo después, los tres sobrevivientes pudieron vivir normalmente, pero dos murieron de diferente manera: Roberto Rojano se suicidó después de que muriera su esposa y Miguel Florez murió de leucemia en 2011, solamente quedando vivo Julián González.
Canoa se disculpa con unos. El sobreviviente Julián González Báez regresó al pueblo junto con su familia por la invitación de la alcaldía de San Miguel Canoa para escuchar la petición de perdón por parte del clérigo de pueblo y de los propios habitantes gracias a un estudiante universitario del mismo pueblo llamado Germán. Julián escuchó el clamor del pueblo a pesar de que no lo quería aceptar. Al final les perdonó.
Tomasa García, la viuda de Lucas, identificó a los 17 vecinos que mataron a su esposo ante ella y sus hijos, y a los dos jóvenes. El pueblo la despreció por identificar a los culpables, y ella y sus hijos fueron perseguidos y acosados.